# Jan Pelleboer
Jan Pelleboer ('s-Heerenbroek, 2 mei 1924 - Paterswolde, 18 juli 1992) was een Nederlands weerman. Hij introduceerde het fenomeen 'weerman' bij de Nederlandse omroep.

## Levensloop
Pelleboer werd geboren als boerenzoon en bleek al snel een passie te hebben voor alles wat met het weer te maken heeft. Na een meteorologische opleiding werkte hij enkele jaren bij het KNMI. In 1954 werd hij freelance weerman en verrichtte daarnaast werkzaamheden als verslaggever voor kleine en grote kranten, waaronder het Nieuwsblad van het Noorden.
In 1972 begon hij met een weerpraatje voor de Wereldomroep en vanaf 1977 ging hij datzelfde doen voor Radio Noord. Zijn kenmerkende hoge stemgeluid, tezamen met zijn gevoel voor in het oog springende stunts, zorgde ervoor dat hij ook doorbrak op de nationale radio en televisie. Voor de TROS verzorgde hij een weerbericht; naast voor TROS Aktua deed hij dat op donderdag in het radioprogramma Vijftig pop of een envelop met Tom Mulder op de Nationale popzender Hilversum 3 / Radio 3. In dat programma beoordeelde hij het weer altijd met een rapportcijfer van 1 tot en met 10.
In navolging van het telefonische weerbericht "003" van het KNMI begon Pelleboer begin jaren tachtig een eigen weerlijn. Drie keer per dag sprak hij op een bandje een actueel weerbericht in, bij bijzondere weersomstandigheden vaker. Het telefoonnummer met acht lijnen, dat begon met het netnummer 05907 van zijn woonplaats, kon tegen normale gesprekstarieven worden gebeld. TrosKompas zorgde voor sponsoring. Deze weerlijn werd een enorm succes. In 1987 werd hem er anderhalf miljoen gulden voor geboden, maar Pelleboer bleef de weerlijn die hij zelf had bedacht in eigen beheer houden.
In zijn woonplaats, het tweelingdorp Eelde-Paterswolde, maakte hij zich verdienstelijk door het (hoofd)redacteurschap van het plaatselijke blad Dorpsklanken.
Jan Pelleboer overleed op 68-jarige leeftijd aan een hartaanval.

## Vernoemingen

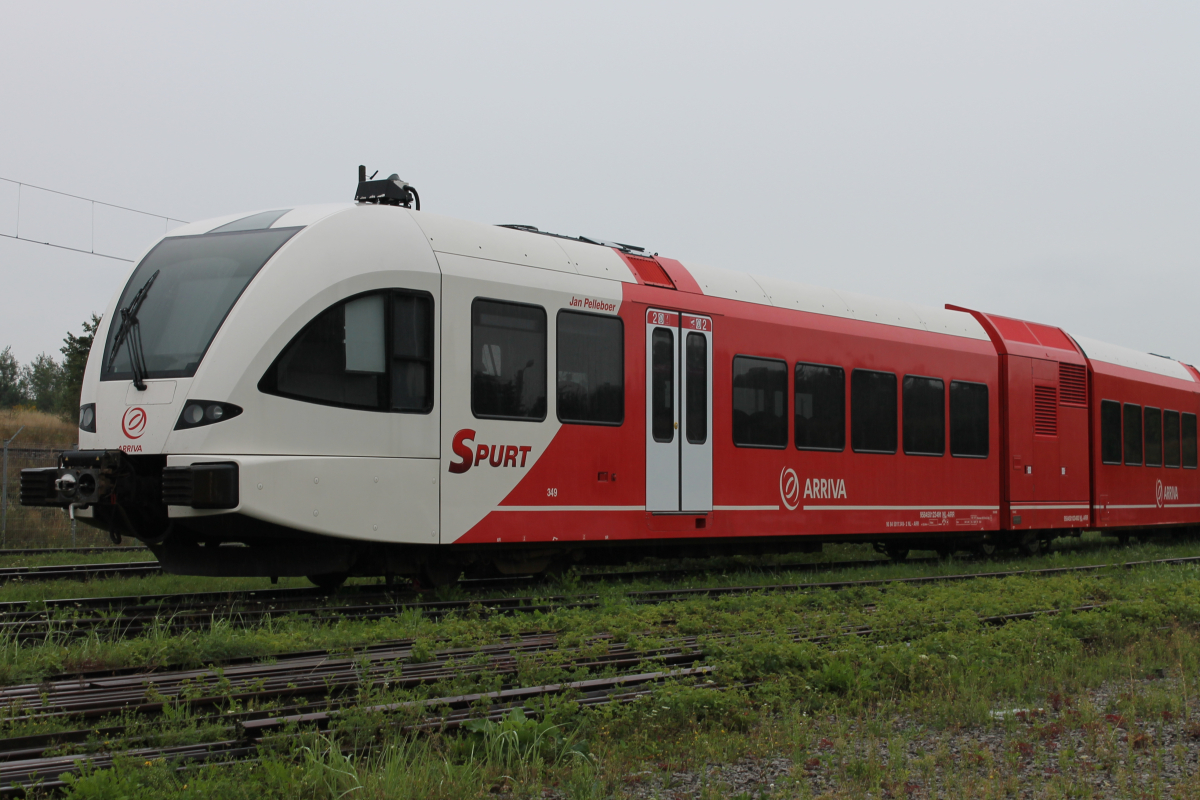
Arriva Spurt Jan Pelleboer

- In 2003 werd te Paterswolde het Jan Pelleboerplein naar de weerman genoemd.
- In 2018 kreeg zijn geboorteplaats 's-Heerenbroek de Jan Pelleboerstraat.[4]
- Arriva noemde het Stadler GTW-DMU treinstel 349 dat in Noord-Nederland rijdt Jan Pelleboer.